# باشگاه فوتبال والنسیا
باشگاه فوتبال والنسیا (به اسپانیایی: Valencia Club de Fútbol) یک باشگاه فوتبال اسپانیایی است که در شهر والنسیا قرار دارد. والنسیا از باشگاه‌های مطرح اسپانیا و اروپا است و توانسته ۶ بار قهرمان لا لیگا، ۸ بار کوپا دل ری، ۲ بار سوپر جام اروپا و یک بار جام یوفا و ۲ بار نایب قهرمان لیگ قهرمانان اروپا شود. والنسیا یکی از  اعضای گروه ۱۴ بود که بعد از انحلال آن و تشکیل اتحادیه باشگاه‌ های فوتبال اروپا، یکی از اعضای آن بوده است.

## تاریخچه

### تأسیس و سال‌های ابتدایی (۱۹۳۰–۱۹۱۹)
این باشگاه در تاریخ ۵ مارس ۱۹۱۹ تأسیس شد و در ۱۸ مارس ۱۹۱۹ به‌طور رسمی به عنوان یک باشگاه به ثبت رسید و اُکتاویو آگوستو میلگو دیاس اولین رئیس باشگاه والنسیا بود. از قضا ریاست باشگاه با پرتاب سکه تعیین شد. این باشگاه اولین بازی رسمی خود را خارج از خانه و به تاریخ ۲۱ مه ۱۹۱۹ در برابر والنسیا خیمناستیکو انجام داد و نتیجه را با یک گل واگذار کرد.
در سال ۱۹۲۳، والنسیا به ورزشگاه مستایا نقل مکان کرد. تا پیش از این و از ۷ دسامبر ۱۹۱۹، باشگاه بازی‌های خانگی‌اش را در زمین الگیروس انجام می‌داد. در اولین بازی در مستایا، والنسیا میزبان کاستیون کاستالیا بود که با تساوی بدون گل به پایان رسید. روز بعد و در یک بازی دیگر برابر همان حریف، والنسیا با یک گل پیروز شد. والنسیا در سال ۱۹۲۳ قهرمان منطقه شد و برای اولین بار در تاریخ خود واجد شرایط رقابت در مسابقات جام حذفی کوپا دل ری شد.

### غول اسپانیایی (۱۹۶۰–۱۹۳۱)

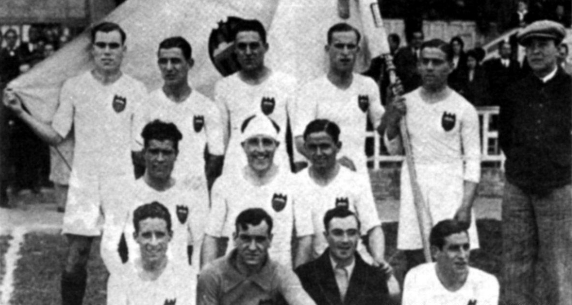
ترکیب والنسیا در سال ۱۹۳۱.

جنگ داخلی اسپانیا، والنسیا را وارد دوره‌ای سکون کرد تا آنکه در فینال سال ۱۹۴۱ از کوپا دل ری با غلبه بر اسپانیول، اولین قهرمانی بزرگ باشگاه ثبت شد. در فصل ۴۲–۱۹۴۱، اولین عنوان قهرمانی لالیگا را به دست آوردند، اگرچه در آن زمان، قهرمانی در کوپا دل ری نسبت به لیگ معتبرتر بود. باشگاه ثبات خود را حفظ کرد و در فصل ۴۴–۱۹۴۳ و همچنین فصل ۴۷–۱۹۴۶، قهرمان لیگ شد.
در دهه ۱۹۵۰، والنسیا نتوانست موفقیت‌های دهه ۱۹۴۰ را تکرار کند، با این وجود به عنوان یک باشگاه رشد کرد. تغییر ساختار مستایا منجر به افزایش ظرفیت تماشاگران به ۴۵۰۰۰ نفر شد. در این زمان، باشگاه تعدادی ستاره اسپانیایی و خارجی در ترکیب داشت. ملی‌پوش اسپانیا، آنتونیو پوچادس و فاس ویلکس، مهاجم هلندی، زینت‌بخش زمین مستایا بودند. فصل ۵۳–۱۹۵۲، با نایب قهرمانی در لالیگا به پایان رسید و فصل بعد با قهرمانی در کوپا دل ری که در آن زمان با عنوان کوپا دل ژنرالیسیمو شناخته می‌شد.

### موفقیت‌های اروپایی (۱۹۸۱–۱۹۶۰)
در حالی که در اوایل دهه ۱۹۶۰، واانسیا عملکرد متوسطی در لیگ داشت، اولین موفقیت اروپایی باشگاه در قالب رقابت‌های اینتر سیتیز فیرز کاپ (پیشرو جام یوفا) به دست آمد. در فصل ۶۲–۱۹۶۱ از این رقابت‌ها، والنسیا در فینال بارسلونا را شکست داد و اولین جام اروپایی در تالار افتخاراتشان ثبت شد. فصل بعد، بار دیگر به فینال رسیدند و با غلبه بر دینامو زاگرب از کرواسی دومین جام اروپایی را بالای سر بردند. در فصل ۶۴–۱۹۶۳، والنسیا برای سومین سال پیاپی، یک پای فینال بود، اما نتیجه را ۲–۱ به رئال ساراگوسای اسپانیا واگذار کرد.
آلفردو دی استفانو که دو بار برنده جایزه بهترین فوتبالیست اروپا شده بود در سال ۱۹۷۰ به عنوان سرمربی استخدام شد و بلافاصله باشگاه جدیدش را به چهارمین قهرمانی‌اش در لالیگا رساند. این قهرمانی، اولین بار از سال ۱۹۴۷ بود و دروازه ورود والنسیا به جام باشگاه‌های اروپا در فصل ۷۲–۱۹۷۱ شد. والنسیا به دور سوم از این رقابت‌ها رسید، اما هر دو بازی رفت و برگشت را به قهرمان مجارستان، اویپشت دوژا واگذار کرد. در سال ۱۹۷۲، باشگاه در لا لیگا و جام حذفی، به ترتیب پشت سر رئال مادرید و اتلتیکو مادرید قرار گرفت و نایب‌قهرمان شد. از برجسته‌ترین بازیکنان دهه ۱۹۷۰ می‌توان به کورت یارا هافبک اتریشی، جانی رپ مهاجم هلندی و مهاجم آرژانتینی ماریو کمپس اشاره کرد که برای دو فصل متوالی در سال‌های ۷۷–۱۹۷۶ و ۷۸–۱۹۷۷ بهترین گلزن لالیگا شد. در فصل ۷۹–۱۹۷۸، والنسیا قهرمان کوپا دل ری شد و همچنین در فصل بعد جام برندگان جام اروپا را پس از شکست دادن آرسنال در فینال بالای سر برد. کمپس پیشتاز موفقیت والنسیا در اروپا بود.

### رکود (۱۹۹۸–۱۹۸۲)

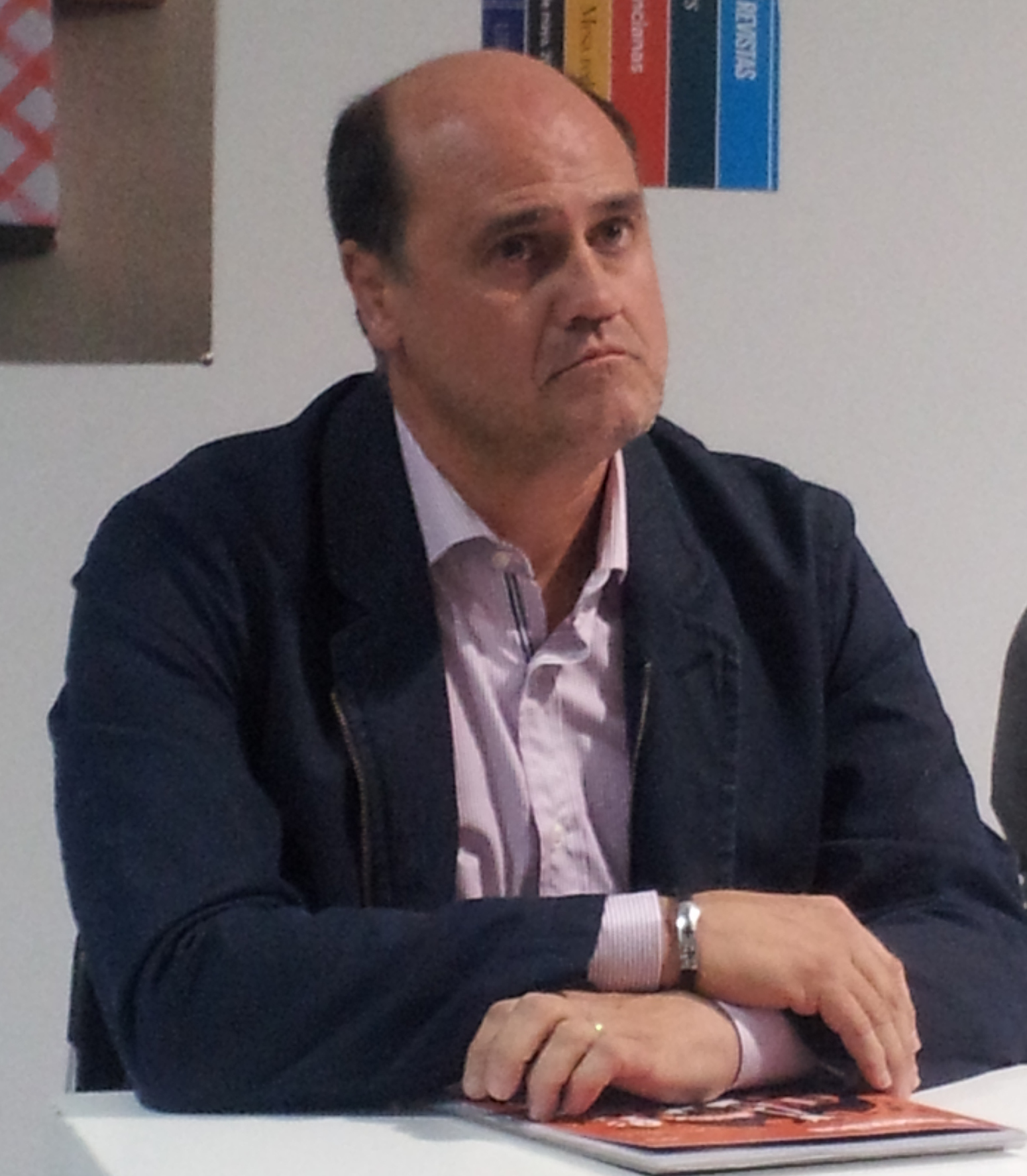
فرناندو گومز کولومر با ۵۵۲ بازی، رکورددار بیشترین حضور در والنسیا است.

در سال ۱۹۸۲، هدایت باشگاه به دستان میلیان میلیانیچ سپرده شد. پس از یک فصل ناامیدکننده، والنسیا در رده هفدهم قرار گرفت و هفت بازی مانده به پایان فصل، تا سقوط فاصله‌ای نداشت. کولدو آگیئره جایگزین میلیانیچ شد و والنسیا در آن سال به سختی از سقوط اجتناب کرد و نتایج سایر تیم‌ها نیز ضامن بقایشان در لیگ شد. در فصل‌های ۸۴–۱۹۸۳ و ۸۵–۱۹۸۴، باشگاه تحت ریاست ویسنته تورمو بدهی‌های بسیاری داشت. مشکلات داخلی چون عدم پرداخت دستمزد بازیکنان و کارکنان و همچنین تضعیف روحیه در باشگاه، سرآخر منجر شد تا والنسیا در پایان فصل ۸۶–۱۹۸۵، پس از ۵۵ سال حضور در برترین سطح از فوتبال اسپانیا، برای اولین بار سقوط کند.

## ورزشگاه

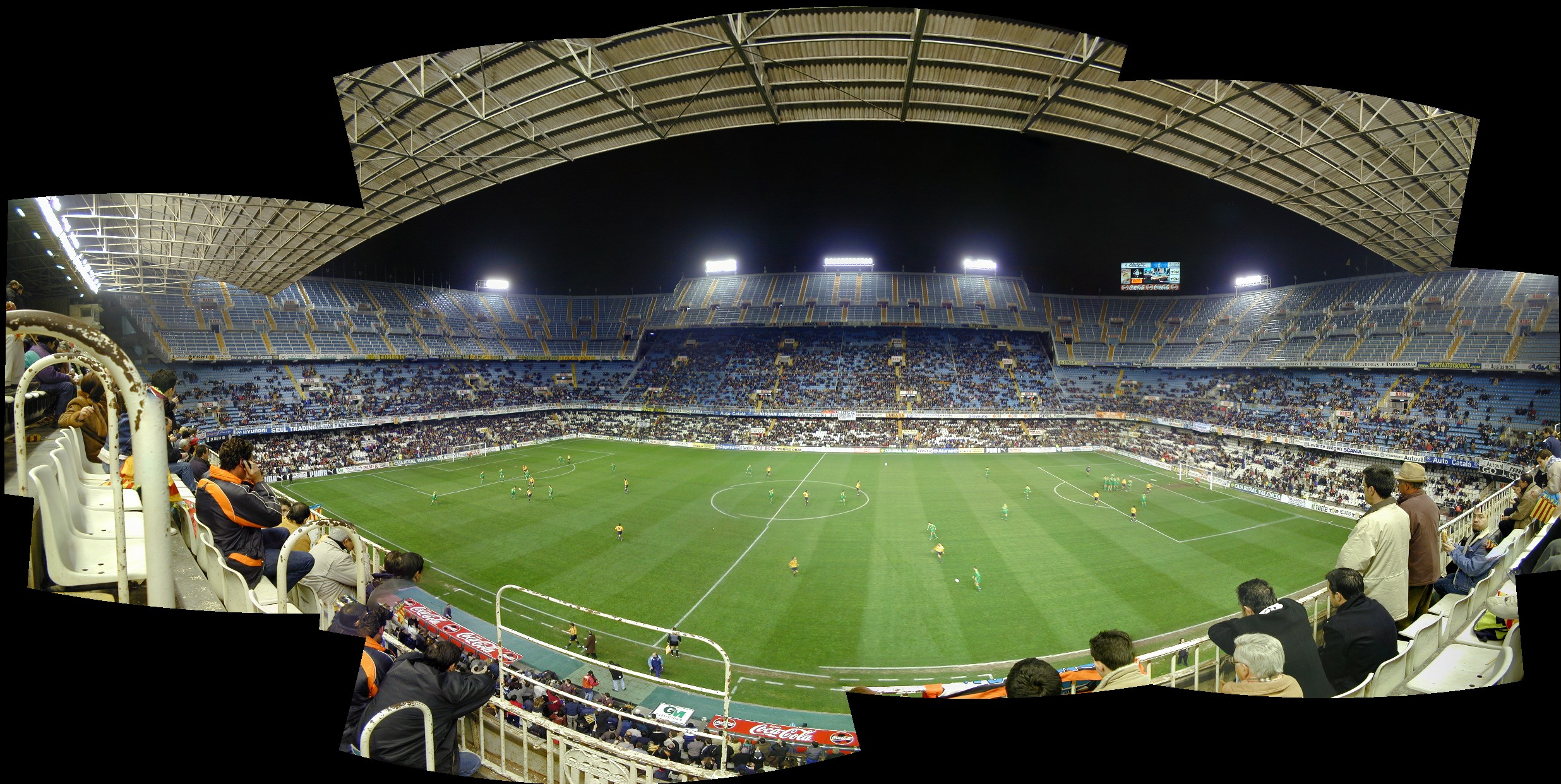
ورزشگاه مستایا

ورزشگاه مستایا ورزشگاه رسمی و میزبان بازی‌های خانگی والنسیا است. مستایا در گذشته میزبان بخشی از بازی‌های جام جهانی فوتبال ۱۹۸۲ و المپیک تابستانی ۱۹۹۲ بود. مستایا ۵۰ هزار نفر گنجایش دارد.

## پرورش بازیکن
والنسیا از دیرباز مهد بازیکن‌سازی بوده و سیاست این باشگاه معرفی چهره‌های جوان به دنیای فوتبال بوده چهره‌ای اسطوره‌ای به نام ماریو کمپس پرورش یافتهٔ این تیم است و در سالهای اخیر نیز همین سیاست ادامه یافته که در این میان می‌توان به سانتیاگو کانیایزارس، روبرتو آیالا، پابلو آیمار، آندرس پالوپ، داوید آلبلدا، دیوید ویا، دیوید سیلوا، خوان ماتا، یوردی آلبا، روبرتو سولدادو، خوآن برنات، ایسکو، پاکو الکاسر،فران تورس و خوزه لوییس گایا اشاره نمود.

## سهام باشگاه
سهام باشگاه طی فرایندی عظیم در حال انتقال بود و تمامی متقاضیان پیشنهادی بالای ۱۵۰ میلیون یورو برای خرید این باشگاه ۹۵ ساله ارائه داده بودند پتر لیم و پادشاه عربستان از متقاضیان خرید این تیم قهرمان سال ۲۰۰۳–۲۰۰۴ لالیگا بودند؛ که در نهایت پیتر لیم موفق به خرید این باشگاه شد. تمامی متقاضیان سهام در اقدامی قاطع قهرمانی فصل ۲۰۱۴–۲۰۱۵ را هدف اصلی نامیده بودند.

## عملکرد فصل به فصل
جدول زیر، عملکرد فصل‌های اخیر والنسیا را نمایش می‌دهد.
| نتایج داخلی و بین‌المللی والنسیا | نتایج داخلی و بین‌المللی والنسیا | نتایج داخلی و بین‌المللی والنسیا | نتایج داخلی و بین‌المللی والنسیا | نتایج داخلی و بین‌المللی والنسیا | نتایج داخلی و بین‌المللی والنسیا | نتایج داخلی و بین‌المللی والنسیا | نتایج داخلی و بین‌المللی والنسیا | نتایج داخلی و بین‌المللی والنسیا | نتایج داخلی و بین‌المللی والنسیا | نتایج داخلی و بین‌المللی والنسیا | نتایج داخلی و بین‌المللی والنسیا | نتایج داخلی و بین‌المللی والنسیا | نتایج داخلی و بین‌المللی والنسیا | نتایج داخلی و بین‌المللی والنسیا | نتایج داخلی و بین‌المللی والنسیا | نتایج داخلی و بین‌المللی والنسیا |
| فصل                             | لیگ                             | لیگ                             | لیگ                             | لیگ                             | لیگ                             | لیگ                             | لیگ                             | لیگ                             | لیگ                             | جام                             | اروپایی                         | اروپایی                         | سایر رقابت‌ها                    | سایر رقابت‌ها                    | گلزن برتر                       | گلزن برتر                       |
| فصل                             | دسته                            | رتبه                            | بازی                            | پ.                              | ت.                              | ش.                              | گ.ز.                            | گ.خ.                            | امتیاز                          | جام                             | اروپایی                         | اروپایی                         | سایر رقابت‌ها                    | سایر رقابت‌ها                    | بازیکن                          | گل(ها)                          |
| ------------------------------- | ------------------------------- | ------------------------------- | ------------------------------- | ------------------------------- | ------------------------------- | ------------------------------- | ------------------------------- | ------------------------------- | ------------------------------- | ------------------------------- | ------------------------------- | ------------------------------- | ------------------------------- | ------------------------------- | ------------------------------- | ------------------------------- |
| ۱۱–۲۰۱۰                         | لا لیگا                         | سوم                             | ۳۸                              | ۲۱                              | ۸                               | ۹                               | ۶۴                              | ۴۴                              | ۷۱                              | ۱/۸ ن.                          | لیگ قهرمانان                    | ۱/۸ ن.                          |                                 |                                 | روبرتو سولدادو                  | ۲۵                              |
| ۱۲–۲۰۱۱                         | لا لیگا                         | سوم                             | ۳۸                              | ۱۷                              | ۱۰                              | ۱۱                              | ۵۹                              | ۴۴                              | ۶۱                              | ن. ن.                           | لیگ قهرمانانلیگ اروپا           | م. گ.ن. ن.                      |                                 |                                 | روبرتو سولدادو                  | ۲۷                              |
| ۱۳–۲۰۱۲                         | لا لیگا                         | ۵ام                             | ۳۸                              | ۱۹                              | ۸                               | ۱۱                              | ۶۷                              | ۵۴                              | ۶۵                              | ۱/۴ ن.                          | لیگ قهرمانان                    | ۱/۸ ن.                          |                                 |                                 | روبرتو سولدادو                  | ۳۰                              |
| ۱۴–۲۰۱۳                         | لا لیگا                         | ۸ام                             | ۳۸                              | ۱۳                              | ۱۰                              | ۱۵                              | ۵۱                              | ۵۳                              | ۴۹                              | ۱/۸ ن.                          | لیگ اروپا                       | ن. ن.                           |                                 |                                 | پاکو الکاسر                     | ۱۴                              |
| ۱۵–۲۰۱۴                         | لا لیگا                         | ۴ام                             | ۳۸                              | ۲۲                              | ۱۱                              | ۵                               | ۷۰                              | ۳۲                              | ۷۷                              | ۱/۸ ن.                          |                                 |                                 |                                 |                                 | پاکو الکاسر                     | ۱۴                              |
| ۱۶–۲۰۱۵                         | لا لیگا                         | ۱۲ام                            | ۳۸                              | ۱۱                              | ۱۱                              | ۱۶                              | ۴۶                              | ۴۸                              | ۴۴                              | ن. ن.                           | لیگ قهرمانانلیگ اروپا           | م. گ.۱/۸ ن.                     |                                 |                                 | پاکو الکاسر                     | ۱۵                              |
| ۱۷–۲۰۱۶                         | لا لیگا                         | ۱۲ام                            | ۳۸                              | ۱۳                              | ۷                               | ۱۸                              | ۵۶                              | ۶۵                              | ۴۶                              | ۱/۸ ن.                          |                                 |                                 |                                 |                                 | مونیررودریگو                    | ۷                               |
| ۱۸–۲۰۱۷                         | لا لیگا                         | ۴ام                             | ۳۸                              | ۲۲                              | ۷                               | ۹                               | ۶۵                              | ۳۸                              | ۷۳                              | ن. ن.                           |                                 |                                 |                                 |                                 | رودریگو                         | ۱۹                              |
| ۱۹–۲۰۱۸                         | لا لیگا                         | ۴ام                             | ۳۸                              | ۱۵                              | ۱۶                              | ۷                               | ۵۱                              | ۳۵                              | ۶۱                              | ق.                              | لیگ قهرمانانلیگ اروپا           | م. گ.ن. ن.                      |                                 |                                 | رودریگو                         | ۱۵                              |
| ۲۰–۲۰۱۹                         | لا لیگا                         | ۹ام                             | ۳۸                              | ۱۴                              | ۱۱                              | ۱۳                              | ۴۶                              | ۵۳                              | ۵۳                              | ۱/۴ ن.                          | لیگ قهرمانان                    | ۱/۸ ن.                          | سوپرجام                         | ن. ن.                           | ماکسی گومث                      | ۱۱                              |
| ۲۱–۲۰۲۰                         | لا لیگا                         | ۱۳ام                            | ۳۸                              | ۱۰                              | ۱۳                              | ۱۵                              | ۵۰                              | ۵۳                              | ۴۳                              | ۱/۸ ن.                          |                                 |                                 |                                 |                                 | کارلوس سولر                     | ۱۲                              |

تعداد حضور
- لا لیگا: (۸۵) فصل
- سگوندا دیویسیون: (۴) فصل

## از هیچ تاسه‌گانه
والنسیا در فصل ۰۴_۲۰۰۳ در لیگ داخلی اسپانیا با وجود آنکه هشت امتیاز تاصدر جدول فاصله داشت موفق شد با جبران عقب ماندگی در پایان قهرمان  لا لیگا  شود، همچنین در جام یوفا با پشت سر گذاشتن تمامی رقبا ، جام قهرمانی را از آن خود کند و در ادامه با شکست  پورتوی پرتقال سوپرجام اروپا را هم به خانه برد.والنسیای  فصل ۰۴_۲۰۰۳ با تصاحب لالیگا و دو گانه  اروپایی از شروعی نا امید کننده به  سه‌گانه رسید.

## افتخارات
| افتخارات                        | افتخارات                                                              | افتخارات                                                                 |
| رقابت                           | قهرمانی                                                               | نائب‌قهرمانی                                                              |
| رقابت‌های کشوری                  | رقابت‌های کشوری                                                        | رقابت‌های کشوری                                                           |
| ------------------------------- | --------------------------------------------------------------------- | ------------------------------------------------------------------------ |
| لا لیگا                         | (۶): ۴۲–۱۹۴۱، ۴۴–۱۹۴۳، ۴۷–۱۹۴۶، ۷۱–۱۹۷۰، ۰۲–۲۰۰۱، ۰۴–۲۰۰۳             | (۶): ۴۸–۱۹۴۷، ۴۹–۱۹۴۸، ۵۳–۱۹۵۲، ۷۲–۱۹۷۱، ۹۰–۱۹۸۹، ۹۶–۱۹۹۵                |
| سگوندا                          | (۲): ۳۱–۱۹۳۰، ۸۷–۱۹۸۶                                                 | ---                                                                      |
| کوپا دل ری                      | (۸): ۱۹۴۱، ۴۹–۱۹۴۸، ۱۹۵۴، ۶۷–۱۹۶۶، ۷۹–۱۹۷۸، ۹۹–۱۹۹۸، ۰۸–۲۰۰۷، ۱۹–۲۰۱۸ | (۹): ۱۹۳۴، ۱۹۴۴، ۴۵–۱۹۴۴، ۱۹۴۶، ۱۹۵۲، ۷۰–۱۹۶۹، ۷۱–۱۹۷۰، ۷۲–۱۹۷۱، ۹۵–۱۹۹۴ |
| سوپرجام اسپانیا                 | (۱): ۱۹۹۹                                                             | (۳): ۲۰۰۲، ۲۰۰۴، ۲۰۰۸                                                    |
| کوپا اوا دیورته (سوپر جام سابق) | (۱): ۱۹۴۹                                                             | (۱): ۱۹۴۷                                                                |
| کوپا پرزیدنته (سوپر جام سابق)   | ---                                                                   | (۱): ۱۹۴۷                                                                |
| رقابت‌های اروپایی و بین‌‌المللی    |                                                                       |                                                                          |
| لیگ قهرمانان اروپا              | ---                                                                   | ۳۳۶: ۲۰۰۰–۱۹۹۹، ۰۱–۲۰۰۰                                                  |
| جام در جام                      | (۱): ۸۰–۱۹۷۹                                                          | ---                                                                      |
| جام یوفا                        | (۱): ۰۴–۲۰۰۳                                                          | ---                                                                      |
| اینتر-سیتیز فیرز کاپ            | (۲): ۶۲–۱۹۶۱، ۶۳–۱۹۶۲                                                 | (۱): ۶۴–۱۹۶۳                                                             |
| سوپرجام اروپا/یوفا              | (۲): ۱۹۸۰، ۲۰۰۴                                                       | ---                                                                      |
| جام اینترتوتو                   | (۱): ۱۹۹۸                                                             | (۱): ۲۰۰۵                                                                |
| فهرست کامل دستآوردهای والنسیا   |                                                                       |                                                                          |

## ترکیب اصلی
تا تاریخ ۳۰ اوت ۲۰۲۴
| شماره |               | پست       | بازیکن                                    |
| ----- | ------------- | --------- | ----------------------------------------- |
| ۱     | اسپانیا       | دروازه‌بان | خاومی دومنش                               |
| ۲     | بلژیک         | مدافع     | Maximiliano Caufriez (قرضی از کلرمون فوت) |
| ۳     | اسپانیا       | مدافع     | کریستین موسکرا                            |
| ۴     | گینه          | مدافع     | مختار دیاخابی                             |
| ۵     | آرژانتین      | هافبک     | انزو بارنچه‌آ (قرضی از استون ویلا)         |
| ۶     | اسپانیا       | هافبک     | هوگو گویامون                              |
| ۷     | اسپانیا       | هافبک     | سرگی کانوس                                |
| ۸     | اسپانیا       | هافبک     | خاوی گررا                                 |
| ۹     | اسپانیا       | مهاجم     | هوگو دورو                                 |
| ۱۰    | پرتغال        | هافبک     | آندره آلمیدا                              |
| ۱۱    | اسپانیا       | مهاجم     | رافا میر (قرضی از سویا)                   |
| ۱۲    | پرتغال        | مدافع     | تیری کوریا                                |
| ۱۳    | مقدونیه شمالی | دروازه‌بان | استوله دیمیتریفسکی                        |

| شماره |         | پست       | بازیکن                     |
| ----- | ------- | --------- | -------------------------- |
| ۱۴    | اسپانیا | مدافع     | خوزه لوییس گایا (کاپیتان)  |
| ۱۵    | اسپانیا | مدافع     | سزار تارگا                 |
| ۱۶    | اسپانیا | مهاجم     | دیگو لوپز نوگرول           |
| ۱۷    | اسپانیا | مهاجم     | دانی گومز (قرضی از لوانته) |
| ۱۸    | اسپانیا | هافبک     | پپلو (کاپیتان دوم)         |
| ۲۰    | فرانسه  | مدافع     | دیمیتری فولکیه             |
| ۲۱    | اسپانیا | مدافع     | خسوس وازکز                 |
| ۲۲    | اسپانیا | مهاجم     | لوئیس ریوجا                |
| ۲۳    | اسپانیا | هافبک     | فران پرز                   |
| ۲۴    | اسپانیا | مدافع     | یارک گاسیوروسکی            |
| ۲۵    | گرجستان | دروازه‌بان | گیورگی مامارداشویلی        |
| ۳۰    | اسپانیا | مهاجم     | گرمن والرا                 |

## کادر فنی
| سرمربی           | مارسلینو                |
| کمک مربی         | وورو                    |
| کمک مربی         | روبن اوریا کورال        |
| کمک مربی         | خوزه ماریا سانز سانچز   |
| مربی دروازه‌بان   | خوزه مانوئل اوچوتورنا   |
| مربی بدنساز      | اسماعیل فرناندز رودریگز |
| مربی بدنساز      | سرجیو گارسیا گارسیا     |
| رئیس خدمات پزشکی | لوئیس گونزالس لاگو      |

Source: Valencia CF official website

## یادداشت
1. ↑  (به اسپانیایی: Los Che)؛ «che» یک روش محاوره‌ای رایج برای گفتن سلام در والنسیا است. (مانند hey در انگلیسی) و از آنجا که نسبت به سایر مناطق اسپانیا، کاربرد بسیار بیشتری در میان مردم این منطقه دارد، به عنوان عبارتی والنسیایی شناخته می‌شود. با گذشت زمان، بازیکنان و هواداران والنسیا معروف شدند به «che».
2. ↑  تمامی گل‌ها در لا لیگا، سگوندا دیویسیون، کوپا دل ری، کوپا دی لالیگا، سوپرجام اسپانیا و رقابت‌های یوفا محاسبه شده‌اند.

## واژه‌نامه
1. ↑  Valencia Club de Fútbol, S.A.D.
2. ↑  (به اسپانیایی: Los murciélagos) (به انگلیسی: The Bats)
3. ↑  VAL
4. ↑  Valencia Futbol Club
5. ↑  Anil Murthy
6. ↑  Octavio Augusto Milego Díaz
7. ↑  Valencia Gimnástico
8. ↑  Algirós ground
9. ↑  Castellón Castalia